# Aspenkyrkan
Aspenkyrkan är en kyrkobyggnad belägen i den sydvästra delen av Lerums samhälle. Den tillhör Lerums församling i Göteborgs stift och Svenska kyrkan.

## Kyrkobyggnaden
Kyrkan uppfördes 1971-1972 efter ritningar av arkitekt Håkan Lindqvist och invigdes 1972 av biskop Bertil Gärtner. 
Byggnaden har tre våningar och ligger i sluttande terräng. Alla tre våningarna kan nås från varsitt markplan. Fasaderna är klädda med rödbrunt tegel och yttertaken är pulpettak som är belagda med kopparplåt. I byggnaden finns kyrkorum, förskola, församlingshem och ungdomslokaler.
Kyrkorummet är orienterat i nord-sydlig riktning med koret i norr. På södra väggen finns en målning som sträcker sig från golv till tak. Målningen är utförd 1972 av konstnären Kaja Bentzel. Kyrkorummets tak bärs upp av sex böjda limträbalkar.

## Inventarier
- Dopfunten består av en ekskiva som vilar på ett underrede av furu. Tillhörande dopskål av keramik är utförd av Berit Lija i Lerum.
- Altaret består av en ekskiva som vilar på fyra kraftiga ben av furu.
- Altartavlan har motivet Förklaringsberget och är utförd av textilkonstnären Inga-Karin Jonsson.
- Ambon är av furu och ek och har ett underrede av fyra breda ben som är vinklade mot mitten.

## Orgel
Orgeln är tillverkad 1972 av Grönlunds Orgelbyggeri och har sju stämmor fördelade på manual och pedal. Den dispositionsförändrades 2006 av Herwin Troje.